# Mecas obereoides
Mecas obereoides là một loài bọ cánh cứng trong họ Cerambycidae.